# 大場久八
大場久八（だいばのきゅうはち、文化11年（1814年） - 明治25年（1892年）12月4日）は、江戸時代後期の博徒で、伊豆・甲斐・武蔵・相模一円におよそ3,000人の子分を抱えた伊豆の大親分。本名は森久治郎。東京湾岸のお台場の製造に尽力した人物として知られる。

## 来歴
伊豆国間宮村の百姓栄助とのぶの倅に生まれる。天保13年（1842年）、28歳の時に野天バクチで捕まり「五人組」から追放され、無職渡世の門をくぐる。その後、甲斐国都留郡下吉田村（山梨県富士吉田市下吉田）の人切り長兵衛の元を訪ね、渡世人としての修業を積んだ。
この頃に兄弟分の契りを結んだ者が甲斐国八代郡竹居村（笛吹市八代町竹居）の博徒・竹居安五郎（吃安）と都留郡境村（山梨県都留市境）の名主にして豪商の天野海蔵である。後に伊豆に戻り結婚をしているが、妻（志津）の弟が、東海道随一の貸元とされた丹波屋伝兵衛（半田竹之助）である。下田の赤鬼金平、弁天安太郎、甲州の石和廣吉、吉田近之助（長兵衛の子）、相州の小田原集月ら名のある貸元を率いて博徒としての地盤を築く。
嘉永2年（1849年）4月、35歳の時に、兄弟分である桐生半兵衛を殺害した田中村岩五郎、石原村幸次郎らと遠江国岡田村(現・磐田市)で決闘を行い、両名に深手を追わせた。（ただし久八側も子分伊達五郎を討ち取られた）また同年8月には上野国の博徒の巨魁である大前田英五郎の暗殺を謀った御宿の惣蔵を殺害し、英五郎と兄弟分になった。この関係で、後に大前田一家の江戸屋虎五郎の舎弟である保下田久六が駿河国の清水次郎長に殺された際には、富士の大宮(現・静岡県富士宮市)まで軍団を動員した。（『東海遊侠伝』）
嘉永6年（1853年）に品川台場の工事人足の間で賃金不払いによる紛争が起こると、天野海蔵を介して江川代官から請われ、その懐柔役として働いた。久八の採った方法は、人足に毎度食と日当を提供し、銭樽の懸賞を付けて士気を上げるというものだったと言う。この時の働きにより、人足たちから「台場の親分」と尊敬され、これに出生地に近い「大場村」が混同されて「大場久八」と呼ばれるようになった。
明治元年（1868年）甲州の旅先で官軍に御用弁になり、甲府の牢へ収監されるが、ほどなくして解放された。明治維新後、跡目を三島の玉屋佐十郎に譲り、博徒の足を洗う。以降百姓として余生をすごす。
明治25年12月、上州への旅の途中、山梨県南都留郡谷村町（都留市谷村）の旅籠で中風を発して同月3日亡くなった。墓は静岡県田方郡函南町の広渡寺。

## 逸話
- 素人衆には常にへりくだった態度で接し、百姓と同席するに際しては「私どもにはお座敷が違います」と辞退して、決して同席したことがなかったという。
- 6尺2寸の大男で右目が斜視、強力（ごうりき）で健脚の持ち主とされ、三島と江戸を1日で往復して、平気な顔をして畑仕事をしていたという。
- 台場の工事を進展を図るために、片手が入るだけの穴をあけた銭樽を何個も現場に備え付け、人足たちが土を一荷担いで来る毎に、一回ずつ樽の銭を掴ませた。この際、欲の深い者は一度に多くの銭を掴み過ぎ、手を抜くことができなかったという。
- 食事、服装は質素を重んじ、食事は常に一汁一菜、服は木綿着で生涯を通した。これに驚いた武州の小金井小次郎が村山織二反を送り届けたが、ただ有り難く頂戴したでけで一向に着ることはなかったという。
- 慶応四年には、武州と甲州の子分30人から成る「辰巳隊」を構成し、甲陽鎮撫隊に加わったという。当初「辰巳隊」は食料運搬等が任務の部隊であったが、本隊の相次ぐ脱走にともなって戦争にも参加することになった。久八は八王子の亀吉、石和の廣吉らと共に銃を握って奮戦したという。（「駿遠豆遊侠伝」）